# 法沃河畔纳维莱尔
法沃河畔纳维莱尔（法語：Neuvillers-sur-Fave）是法国洛林大区孚日省的一个市镇，属于圣迪耶德沃斯热区圣迪耶德斯-沃斯热埃斯县。该市镇2009年时的人口为339人。

## 人口
法沃河畔纳维莱尔人口变化图示
| 数据来源：INSEE |